# Zisterne Weferlingen
Zisterne Weferlingen este o arie protejată (arie specială de conservare — SAC, sit de importanță comunitară — SCI) din Germania întinsă pe o suprafață de 0,01 ha, integral pe uscat.

## Localizare
Centrul sitului Zisterne Weferlingen este situat la coordonatele 52°17′42″N 11°01′47″E / 52.295°N 11.0297°E.

## Înființare
Situl Zisterne Weferlingen a fost declarat sit de importanță comunitară în martie 2004 pentru a proteja 2 specii de animale. Situl a fost protejat și ca arie specială de conservare în aprilie 2017.

## Biodiversitate
Situată în ecoregiunea atlantică, aria protejată nu include niciun habitat protejat.
La baza desemnării sitului se află mai multe specii protejate de  mamifere (2): liliac cârn (Barbastella barbastellus), liliac comun (Myotis myotis)
Pe lângă speciile protejate, pe teritoriul sitului au mai fost identificate 3 specii de mamifere.